# Beregi közigazgatási kirendeltség

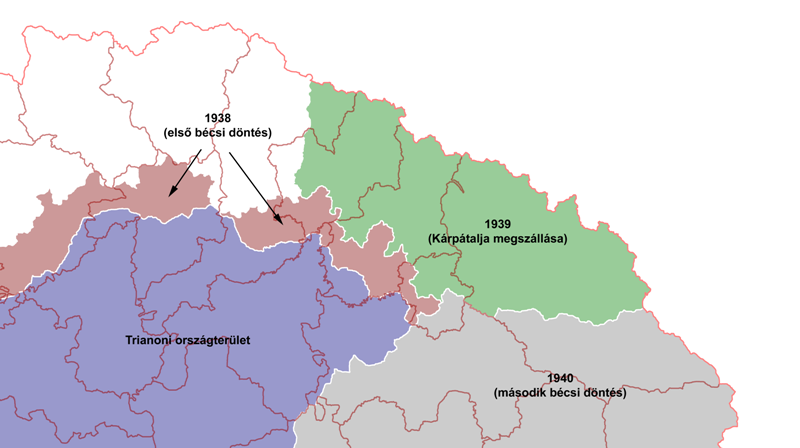
Magyarország északkeleti határának változásai 1937 és 1940 között

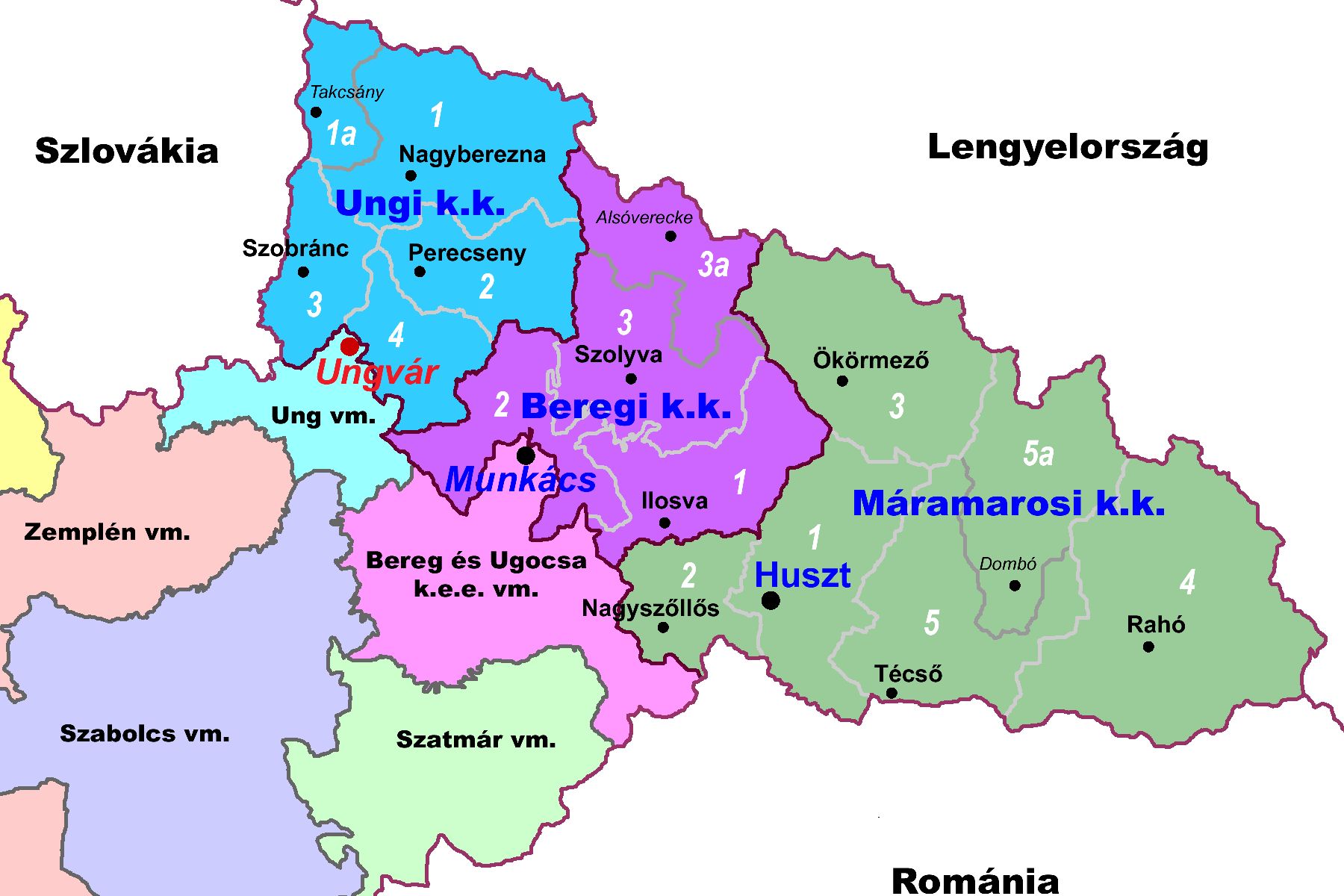
Kárpátalja közigazgatási beosztása 1939 tavasza (a magyar megszállás) és 1940 ősze (a második bécsi döntés végrehajtása) között

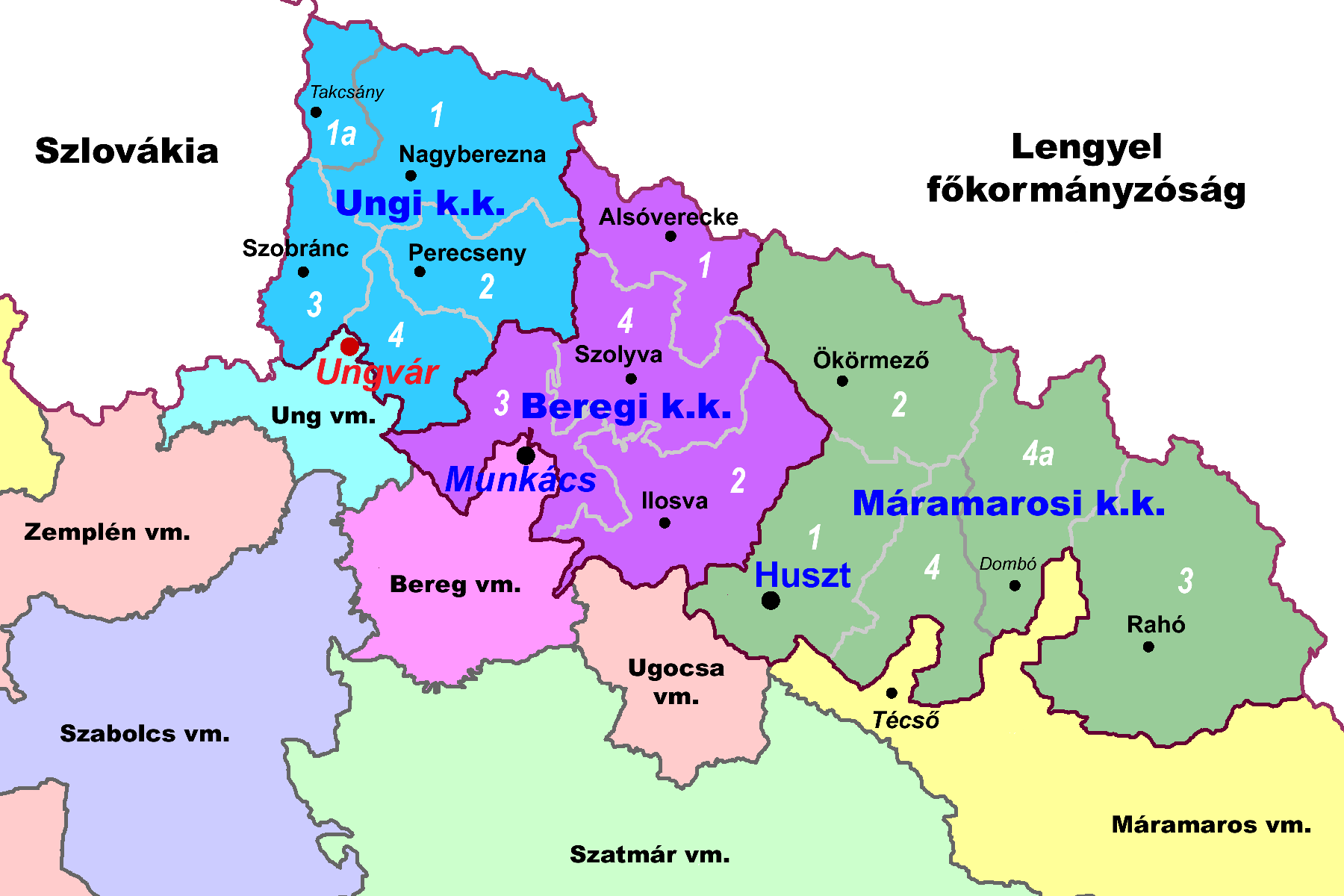
Kárpátalja közigazgatási beosztása 1941 elején a második bécsi döntés végrehajtása után

A Beregi közigazgatási kirendeltség a Magyarországhoz tartozó Kárpátaljai Kormányzói Biztosság része volt 1939-től 1944-ig, Kárpátalja 1939 márciusi magyar megszállása  után az Országgyűlés felhatalmazása alapján a magyar kormány szervezte.
Beregi közigazgatási kirendeltség Bereg vármegye ruszinok lakta részén Kárpátalja 1939. március 15-i visszacsatolása, és július 7-i a katonai közigazgatás megszüntetése után a kárpátaljai kormányzóságban kialakított 3059 km² közigazgatási terület. Székhelye Munkács volt.
Közigazgatési beosztása:
- alsóvereckei járás (32 község, 1941: 21.638 lakos)
- ilosvai járás (50 közs., 1941: 78.229 lakos)
- munkácsvidéki járás (73 közs., 1941: 73.735 lakos)
- szolyvai járás (34 közs., 1941: 42.291 lakos)

1919 előtt az ilosvai járás 11 községe Ugocsa vármegyéhez, 5 községe és a szolyvai járás 2 községe Máramaros vármegyéhez tartozott. A Beregi közigazgatási kirendeltség az 1944 őszi szovjet megszálláskor megszűnt.